# Nijō Masamaro
Le baron Nijō Masamaro (二条 正麿, né le 9 janvier 1872 et mort le 18 février 1929), fils de Nijō Nariyuki, est un homme politique japonais membre de la Chambre des pairs du Japon durant l'ère Meiji. Il est le père de Nijō Toyomoto (二条 豊基, 1909-1944) et Nijō Tamemoto (二条 弼基, 1911-1985). Ce dernier est adopté par Nijō Atsumoto.

## Source de la traduction
- (en) Cet article est partiellement ou en totalité issu de l’article de Wikipédia en anglais intitulé « Nijō Masamaro » (voir la liste des auteurs).